# Siganar Houssal
Pour les articles homonymes, voir Siganar.
Siganar Houssal est un village du Sénégal situé en Basse-Casamance. Il fait partie de la communauté rurale d'Oukout, dans l'arrondissement de Loudia Ouoloff, le département d'Oussouye et la région de Ziguinchor.
Lors du dernier recensement (2002), la localité comptait 484 habitants et 67 ménages.